# Вишневський Олег Миколайович
Оле́г Микола́йович Вишне́вський (нар. 15 вересня 1978 — 22 лютого 2016) — старший сержант Збройних сил України, учасник російсько-української війни.

## Життєпис
Народився 1978 року в селі Великий Порськ Ковельського району (Волинська область) у родині Людмили і Миколи Вишневських, був першою дитиною. 1993 року закінчив 9 класів Порської школи, по тому — Ковельський машинобудівний технікум. Працював інженером з техніки безпеки — у тодішньому колгоспі імені Мартинюка. Через рік призваний на строкову службу до лав ЗСУ, півтора року служив у Ковелі, потім залишився на позастроковий термін.
Службу залишив 2003 року — після того, як частину було розформовано. Того ж року одружився; в цей час важко захворів батько. 2004 року у молодого подружжя народився син Євген. Працював за кордоном та в Україні на різних роботах.
У квітні 2015 року мобілізований, від жовтня перебував у зоні бойових дій; старший сержант 14-ї окремої механізованої бригади. У липні 2015 року народилася донька Соломійка.
18 жовтня 2015 року потрапив у «гарячу точку» під Мар'їнку. 27 грудня прибув у п'ятиденну відпустку — приїхав на день народження сина і дружини, по тому відбув на службу.
22 лютого 2016-го помер під час несення служби поблизу Мар'їнки через раптову зупинку серця.
Похований у селі Великий Порськ Ковельського району.
Без Олега залишилися дружина, син Євген 2004 р.н., донька Соломія 2015 р.н., мама Людмила Іванівна, сестра Ольга.

## Нагороди та вшанування
- 14 жовтня 2016 року в ЗОШ Великого Порська відкрито пам'ятну дошку Олегу Вишневському.
- Почесний громадянин міста Ковеля (посмертно; рішення Ковельської міської ради від 29 липня 2021 № 10/14)[1]